# ТЕС Срірача (GSRC)
13°2′59″ пн. ш. 101°11′36″ сх. д. / 13.04972° пн. ш. 101.19333° сх. д.
ТЕС Срірача (GSRC) – теплова електростанція у Таїланді в провінції Чонбурі. 
У 2021 – 2022 роках на майданчику станції спорудили чотири однотипні парогазові блоки потужністю по 660 МВт, в кожному з яких одна газова турбіна живить через котел-утилізатор одну парову турбіну. 
Як паливо станція використовує природний газ, що надходить із П'ятого трубопроводу по перемичці завдовжки 2,7 км з діаметром 700 мм. При проектній роботі ТЕС потрібно 10,4 млн м3 на добу.
Видача продукції відбувається по ЛЕП, розрахованій на роботу під напругою 500 кВ.
Проект реалізували через компанію Gulf Sriracha (GSRC), яка належить Gulf Energy Development Public Company (найбільший тайський приватний інвестор у електроенергетику) та японській Mitsui, що мають частки у 70% та 30% відповідно.